# Ministerstwo Handlu Wewnętrznego
Ministerstwo Handlu Wewnętrznego – polskie ministerstwo istniejące w latach 1949–1972, powołane z zadaniem działania w zakresie produkcji, organizacji sieci i handlu na obszarze kraju. Minister był członkiem Rady Ministrów.
Ministerstwo miało siedzibę przy placu Powstańców Warszawy 1 w Warszawie.

## Ustanowienie urzędu
Na podstawie ustawy z 1949 r. o zmianie organizacji naczelnych władz gospodarki narodowej zniesiono urząd Ministra Przemysłu i Handlu i utworzono urząd Ministra Handlu Wewnętrznego obok takich urzędów jak: Ministerstwa Górnictwa i Energetyki, Ministra Przemysłu Ciężkiego, Ministra Przemysłu Rolnego I Spożywczego, Ministra Przemysłu Lekkiego i Ministerstwa Handlu Zagranicznego.

## Ministrowie
- Tadeusz Dietrich (1949–1952)
- Marian Minor (1952–1957)
- Mieczysław Lesz (1957–1965)
- Edward Sznajder (1965–1972)

## Zakres działania urzędu
Na podstawie uchwały Rady Ministrów z 1949 r. do zakresu działania Ministra Handlu Wewnętrznego należały sprawy produkcji, obrotu i wymiany towarów na rynku wewnętrznym.
Według tymczasowego statutu w sprawie organizacji Ministerstwa Handlu Wewnętrznego resort składał się z departamentów, wydziałów i biur.
Ministrowi podlegały:
- Główny Urząd Miar;
- giełdy zbożowo-towarowe;
- Polski Komitet Żywnościowy.

Na podstawie rozporządzenia Rady Ministrów z 1949 r. w sprawie zakresu działania Ministra Handlu Wewnętrznego w szczególności należało:
- planowanie gospodarcze i polityka inwestycji w dziedzinie handlu wewnętrznego;
- regulowanie handlu wewnętrznego, sprawy zaopatrywania ludności i regulowanie spożycia;
- nadzór nad przedsiębiorstwami przetwórstwa spożywczego, w tym: młynarstwo, piekarstwo, rzeźnictwo, wędliniarstwo;
- zarządzanie rezerwami towarowymi;
- sprawy cen w handlu wewnętrznym;
- organizacja sieci handlu uspołecznionego oraz nadzór nad kształtowaniem sieci handlu prywatnego;
- nadzór i ustalanie kierunku działalności handlowej central spółdzielni, central spółdzielczo-państwowych, spółdzielni, samorządowych przedsiębiorstw handlowych;
- nadzór nad organizacjami i instytucjami zrzeszającymi osoby działającymi prywatno-prawnie, zawodowo i odpłatnie w zakresie handlu wewnętrznego;
- sprawy techniki handlu, standaryzacji i norm w wewnętrznym obrocie handlowym,
- nadzór nad urządzeniami technicznymi obrotu towarowego, przeznaczonego głównie dla handlu wewnętrznego oraz sprawy pobiercze, miar i wag;
- sprawy wystaw i targów w dziedzinie handlu wewnętrznego;
- arbitraż w sprawach majątkowych między przedsiębiorstwami i instytucjami;
- organizowanie badań naukowych, publikacji wydawnictw i nadzór nad instytutami naukowo-badawczymi.

## Zakres działania z 1970 r.
Na podstawie rozporządzenie Rady Ministrów z 1970 r. w sprawie zakresu działania Ministra Handlu Wewnętrznego należało:
- kierowanie handlem wewnętrznym i przemysłem piekarskim oraz określanie ich potrzeb i kierunków rozwoju;
- międzyresortowe koordynowanie działalności w dziedzinie handlu wewnętrznego i przemysłu piekarskiego, prowadzonej przez organizacje państwowe, spółdzielcze i społeczne;
- nadzorowanie i kierowanie działalnością podległych organizacji gospodarczych, przedsiębiorstw i innych jednostek organizacyjnych;
- sprawowanie nadzoru państwowego nad nieuspołecznionymi jednostkami organizacyjnymi i osobami fizycznymi, prowadzącymi działalność w dziedzinie handlu wewnętrznego i przemysłu piekarskiego;
- sprawowanie nadzoru nad właściwymi organami administracji prezydiów rad narodowych w zakresie ustalonym przepisami o radach narodowych;
- organizowanie badań naukowych w zakresie objętym problematyką handlu wewnętrznego i przemysłu piekarskiego.

## Zniesienie urzędu
Na podstawie ustawy 1972 r. ustanowiono urząd Ministra Handlu Wewnętrznego i Usług w miejsce zniesionego urzędu Ministra Handlu Wewnętrznego i Komitetu Drobnej Wytwórczości.